# Пам'ятки історії Теофіпольського району
У Теофіпольському районі Хмельницької області згідно з даними управління культури, туризму і курортів Хмельницької облдержадміністрації перебуває 55 пам'яток історії. 51 з них увічнює пам'ять полеглих у радянсько-німецькій війні.
| № пп | Охорон. номер | Найменування | Місцезнаходження                                                         | Рік встановлення         | Автор                                           |
| ---- | ------------- | --- | ------------------------------------------------------------------------ | ------------------------ | ----------------------------------------------- |
| 1    | 1929          | Пам'ятник борцям за владу Рад і героям громадянської війни                                                              | смт Теофіполь, вул. Заводська, 17                                        | 1985                     | № 73 від 01.04.1987                             |
| 2    | 1922          | Пам'ятник на честь військових частин, які визволяли Теофіполь і Теофіпольський р-н від німецько-фашистських загарбників | смт Теофіполь, вул. Леніна, 5                                            | 1984                     | № 206 від 21.08.1985                            |
| 3    | 1906          | Меморіальний комплекс: Пам'ятний знак на честь воїнів-земляків Братська могила радянських воїнів                        | смт Теофіполь, вул. Леніна, 26                                           | 1957                     | № 66 від 11.03.1972                             |
| 4    | 1905          | Пам'ятний знак на честь транспортування газети «Искра»                                                                  | смт Теофіполь, вул. Леніна, 30                                           | 1975                     | № 66 від 11.03.1972                             |
| 5    | 25            | Пам'ятник трудової діяльності                                                                                           | смт Теофіполь, вул. Леніна, 75                                           | 1959                     | ВТЗ місцеві майстри                             |
| 6    | 1250          | Братська могила жертв фашизму                                                                                           | 3 км на південний захід смт Теофіполь, 50 м від шосе Теофіполь — Базалія | 1969                     | місцеві майстри                                 |
| 7    | 1252          | Пам'ятний знак на честь воїнів-земляків                                                                                 | смт Базалія, вул. Леніна, 18                                             | 1969                     | Львівська КСФ                                   |
| 8    | 1245          | Братська могила радянських воїнів                                                                                       | смт Базалія, вул. Леніна, 18                                             | 1954                     | Львівська КСФ                                   |
| 9    | 1244          | Братська могила радянських воїнів                                                                                       | смт Базалія, вул. Тітова, 25 кладовище                                   | 1954                     | Львівська КСФ                                   |
| 10   | 1253          | Пам'ятний знак на честь воїнів-односельчан                                                                              | с. Борщівка, вул. Центральна                                             | 1963                     | Львівська КСФ                                   |
| 11   | 1653          | Пам'ятний знак на честь воїнів-односельчан                                                                              | с. Василівка, вул. Молодіжна                                             | 1973                     | Львівська КСФ                                   |
| 12   | 1254          | Пам'ятний знак на честь воїнів-односельчан                                                                              | с. Великий Лазучин, вул. Центральна                                      | 1965 заміна 1983         | Львівська КСФ                                   |
| 13   | 1256          | Пам'ятний знак на честь воїнів-односельчан                                                                              | с. Волиця                                                                | 1966                     | Львівська КСФ                                   |
| 14   | 1255          | Пам'ятний знак на честь воїнів-односельчан                                                                              | с. Волиця Польова                                                        | 1965                     | Львівська КСФ                                   |
| 15   | 77            | Пам'ятний знак на честь воїнів-односельчан                                                                              | с. Воронівці, вул. Центральна                                            | 1969                     | Львівська КСФ                                   |
| 16   | 1257          | Пам'ятний знак на честь воїнів-односельчан                                                                              | с. Гаврилівка, вул. Колгоспна                                            | 1967 заміна 1984         | Львівська КСФ                                   |
| 17   | 1258          | Пам'ятний знак на честь воїнів-односельчан                                                                              | с. Гальчинці, вул. Радянська                                             | 1968                     | місцеві майстри                                 |
| 18   | 1246          | Братська могила радянських воїнів                                                                                       | с. Гальчинці, вул. Радянська                                             | 1954                     | Львівська КСФ                                   |
| 19   | 67            | Пам'ятний знак на честь воїнів-односельчан                                                                              | с. Дмитрівка, вул. Пархоменка                                            | 1967                     | Львівська КСФ                                   |
| 20   | 1667          | Могила голови сільської Ради А. П. Дацюка                                                                               | с. Єлизаветпіль, вул. Центральна                                         | 1980                     | місцеві майстри                                 |
| 21   | 1259          | Пам'ятний знак на честь воїнів-односельчан                                                                              | с. Єлизаветпіль, вул. Центральна                                         | 1969                     | Львівська КСФ                                   |
| 22   | 1247          | Братська могила радянських воїнів                                                                                       | с. Єлизаветпіль, вул. Центральна                                         | 1949                     | Львівська КСФ                                   |
| 23   | 1249          | Пам'ятний знак на честь воїнів-односельчан                                                                              | с. Заруддя, вул. Центральна                                              | 1970                     | місцеві майстри                                 |
| 24   | 1260          | Пам'ятний знак на честь воїнів-односельчан                                                                              | с. Ільківці                                                              | 1967                     | Львівська КСФ                                   |
| 25   | 1261          | Пам'ятний знак на честь воїнів-односельчан                                                                              | с. Карабіївка, вул. Жовтнева                                             | 1968                     | Львівська КСФ                                   |
| 26   | 1262          | Пам'ятний знак на честь воїнів-односельчан                                                                              | с. Караїна                                                               | 1968                     | місцеві майстри                                 |
| 27   | 1915          | Пам'ятник спаленому селу                                                                                                | с. Караїна вул. Відродження                                              | 1980                     | Львівська КСФ                                   |
| 28   | 1916          | ДОТ | с. Колісець                                                              | 1937, 1978               | Київська виробничо-експериментальна майстерня   |
| 29   | 1923          | Пам'ятний знак на честь воїнів-односельчан                                                                              | с. Колки, вул. Лісова                                                    | 1983                     | Київське ХВО «Художник» скульптор — Н. М. Котко |
| 30   | 1917          | ДОТ | с. Коров'є                                                               | 19 371 978               | Київська виробничо-експериментальна майстерня   |
| 31   | 1767          | Пам'ятний знак на честь воїнів-односельчан                                                                              | с. Котюржинці, вул. Молодіжна                                            | 1983                     | Київське ХВО «Художник»                         |
| 32   | 1263          | Пам'ятний знак на честь воїнів-односельчан                                                                              | с. Кузьминці, вул. Бульварська, 20                                       | 1968, реконструкція 1985 | Львівська КСФ                                   |
| 33   | 1264          | Пам'ятний знак на честь воїнів-односельчан                                                                              | с. Кунча, вул. Данилюка                                                  | 1962                     | Львівська КСФ                                   |
| 34   | 1924          | Пам'ятний знак на честь воїнів-односельчан                                                                              | с. Ленінське                                                             | 1984                     | Київське ХВО «Художник»                         |
| 35   | 1265          | Пам'ятний знак на честь воїнів-односельчан                                                                              | с. Лисогірка                                                             | 1967                     | Львівська КСФ                                   |
| 36   | 1266          | Пам'ятний знак на честь воїнів-односельчан                                                                              | с. Лютарівка                                                             | 1969                     | Львівська КСФ                                   |
| 37   | 1925          | Пам'ятний знак на честь воїнів-односельчан                                                                              | с. Малі Жеребки                                                          | 1984                     | Київське ХВО «Художник»                         |
| 38   | 1268          | Пам'ятний знак на честь воїнів-односельчан                                                                              | с. Мар'янівка, вул. Дружби                                               | 1964                     | Львівська КСФ                                   |
| 39   | 1270          | Пам'ятний знак на честь воїнів-односельчан                                                                              | с. Михиринці, вул. Центральна                                            | 1964                     | місцеві майстри                                 |
| 40   | 1269          | Пам'ятний знак на честь воїнів-односельчан                                                                              | с. Михнівка                                                              | 1967                     | Львівська КСФ                                   |
| 41   | 1768          | Пам'ятний знак на честь воїнів-односельчан                                                                              | с. Немиринці, вул. Тернопільська                                         | 1967                     | Львівська КСФ                                   |
| 42   | 1271          | Пам'ятний знак на честь воїнів-односельчан                                                                              | с. Новоіванівка, вул. Центральна                                         | 1967                     | місцеві майстри                                 |
| 43   | 1272          | Пам'ятний знак на честь воїнів-односельчан                                                                              | с. Олійники                                                              | 1967                     | місцеві майстри                                 |
| 44   | 1273          | Пам'ятний знак на честь воїнів-односельчан                                                                              | с. Ординці, вул. Шкільна                                                 | 1969                     | Львівська КСФ                                   |
| 45   | 1274          | Пам'ятний знак на честь воїнів-односельчан                                                                              | с. Поляхове, вул. Байцуна                                                | 1968 заміна 1984         | Київське ХВО «Художник»                         |
| 46   | 1928          | Пам'ятний знак на честь воїнів-односельчан                                                                              | с. Романів, вул. Шевченка                                                | 1965                     | Львівська КСФ                                   |
| 47   | 1267          | Пам'ятний знак на честь воїнів-односельчан                                                                              | с. Святець                                                               | 1967                     | Львівська КСФ                                   |
| 48   | 1248          | Братська могила радянських воїнів                                                                                       | с. Святець                                                               | 1956                     | Львівська КСФ                                   |
| 49   | 1275          | Пам'ятний знак на честь воїнів-односельчан                                                                              | с. Строки                                                                | 1967                     | місцеві майстри                                 |
| 50   | 1276          | Пам'ятний знак на честь воїнів-односельчан                                                                              | с. Турівка, вул. Миру                                                    | 1965                     | місцеві майстри                                 |
| 51   | 1251          | Братська могила радянських воїнів                                                                                       | с. Турівка, вул. Миру                                                    | 1963                     | Львівська КСФ                                   |
| 52   | 1277          | Пам'ятний знак на честь воїнів-односельчан                                                                              | с. Ульянове, вул. Ватутіна                                               | 1967                     | місцеві майстри                                 |
| 53   | 1278          | Пам'ятний знак на честь воїнів-односельчан                                                                              | с. Червоний Случ, вул. Першотравнева                                     | 1967                     | місцеві майстри                                 |
| 54   | 1279          | Пам'ятний знак на честь воїнів-односельчан                                                                              | с. Човгузів, вул. Радянська                                              | 1968                     | Львівська КСФ                                   |
| 55   | 1280          | Меморіальний комплекс Пам'ятний знак на честь воїнів-односельчан, Братська могила радянських воїнів                     | с. Шибена                                                                | 1967                     | Львівська КСФ                                   |
|      |               | |                                                                          |                          |                                                 |